# Søgård Mose
Søgård Mose er en hedemose i det sydøstlige Jylland. Naturreservatet blev skænket til Fugleværnsfonden i 1986 af den tidligere ejer, Andelsselskabet Søgårdhus med det formål at bevare områdets uberørte naturværdier og med forbud mod jagt og fiskeri. Fugleværnsfonden ejer i dag 22 hektar af mosen, som i alt udgør 85 hektar. Fugleværnsfondens område udgør den centrale og bedst bevarede del, og fonden indsamler løbende støttemidler til yderligere opkøb af parceller i og omkring mosepartiet. Målet er at udvikle og styrke område til en beskyttet og ideel hedemoselokalitet med fokus på at bevare og genskabe vilkårene for de ynglende og rastende fugle og al anden flora og fauna, der er karakteristiske for netop denne naturtype.
- Fugletårnet
- Parti af Søgård Mose set fra fugletårnet